# Thomas J. McIntyre
Thomas J. McIntyre (Laconia, 1915. február 20. – Palm Beach, 1992. augusztus 8.) az Amerikai Egyesült Államok szenátora (New Hampshire, 1962–1979).